# 燕塘乳业
燕塘牛奶是广东燕塘乳业有限公司（原广东国营燕塘牛奶公司，深交所：002732）经营的牛奶品牌，为广州三大本土牛奶品牌之一。

## 历史
公司创立於1956年，厂址位於天河区沙河燕塘路，是广东省农垦集团（广东省农垦局）下辖广东省燕塘企业总公司的下属公司。

## 产品
纯鲜牛奶、纯牛奶、高钙奶、草莓奶、原味酸奶、“老广州”系列酸奶、樽装酸奶、袋装奶（纯鲜牛奶、乳酸菌牛奶、甜牛奶饮品、高钙牛奶饮品、草莓味酸奶饮品）、豆奶、蓝莓果汁奶、橙味乳酸、麦香早餐奶、乳酸菌饮料、甜牛奶饮品、黑牛奶饮品、甜味乐比含乳饮品、乐比乳酸菌饮品（原味、橙味、果味）、誉品乳之初牛奶、食膳养生系列饮品（木瓜、花生核桃、红枣枸杞、桂圆莲子、桑果汁酸奶）、“诗华诺”系列雪糕等。

## 广告
曾使用的广告语是“一日一杯燕塘牛奶，人人开心晒”。
- 《拥抱篇》：通过多个拥抱情景表达概念。
- 《父女篇》—“唔舍得你咁快大，又想你快高长大”。
- 《夫妻篇》—“生活或许平淡，感情总是新鲜”。
- 《老人篇》—“有啲嘢可以饮一世，有啲人可以信一世”。